# Euskal Bizikleta
De Euskal Bizikleta is een voormalige meerdaagse wielerwedstrijd in de Spaanse autonome regio Baskenland.
De Euskal Bizikleta was iets minder bekend dan de Ronde van het Baskenland, maar daarom niet minder zwaar: de regio is erg bergachtig en de winnaars waren bijna zonder uitzondering goede klimmers. De wedstrijd heette pas sedert 191 Euskal Bizikleta.
Van 2005 tot 2008 maakte de Euskal Bizikleta, die begin juni werd verreden, deel uit van de UCI Europe Tour. De wedstrijd had een 2.HC-status, de hoogst mogelijke status voor een continentale wedstrijd.

## Meervoudige winnaars
| Overwinningen | Renner            | Land   | Jaren       |
| ------------- | ----------------- | ------ | ----------- |
| 2             | Jesús Loroño      | Spanje | 1956 + 1958 |
| 2             | Carlos Echevarria | Spanje | 1964 + 1967 |
| 2             | Luis Ocaña        | Spanje | 1971 + 1973 |
| 2             | Abraham Olano     | Spanje | 1997 + 1998 |

## Overwinningen per land
| Overwinningen | Land                        |
| ------------- | --------------------------- |
| 34            | Spanje                      |
| 4             | Italië                      |
| 3             | Frankrijk                   |
| 1             | Duitsland, Letland, Rusland |